# الحاج الراحل (انزالت لعظم)
الحاج الراحل هي إحدى مشيخات المملكة المغربية، تتبع جغرافيا لإقليم الرحامنة وإداريًا لانزالت لعظم. يقدر عدد سكانها بـ 2712 نسمة حسب الإحصاء الرسمي للسكان والسكنى لسنة 2004.